# 蠍子毛氈苔
蠍子毛氈苔（学名：Drosera scorpioides，通常被称为Shaggy sundew）是種直立濕地型迷你毛氈苔，原生於澳洲西南部的Jarrah Forest地區。 此種加詞「scorpioides」是指「蠍子」的意思。

## 特徵
不會休眠，因捕蟲之葉子及線毛酷似蠍子，因而得名。本種是迷你毛氈苔中體型最大的。相對於大多相似的蓮座型迷你毛，為較不容易誤認的一個品種。

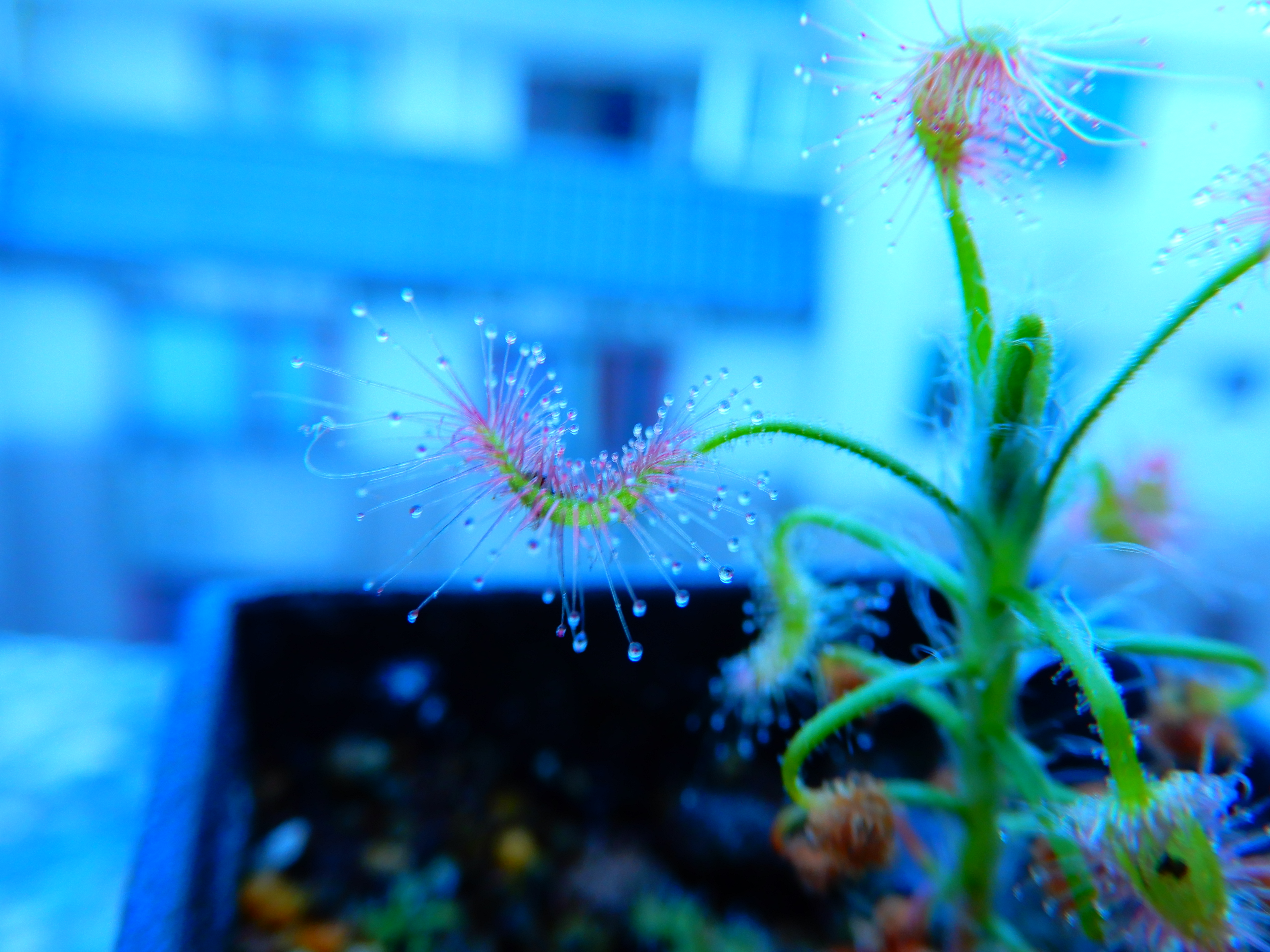
酷似蠍子的葉片

## 種植
於台灣種植稍稍怕熱，盛暑時可以黑網遮擋些許光線以降溫。需要大量水分，土若太乾會迅速死亡。冬天長出苞芽，可以之繁殖。